# Ozimé meziplodiny
Ozimé meziplodiny, které jsou pěstovány na podzim a sklízeny na jaře, představují klíčový prvek pro moderní zemědělství s důrazem na udržitelnost a optimalizaci výnosů. Tyto plodiny, které se zaseté do porostů kulturních rostlin, nabízejí řadu výhod pro půdu, životní prostředí a samotného zemědělce. Zde se podíváme na několik klíčových aspektů ozimých meziplodin a jejich význam pro současné zemědělství. Meziplodiny mohou být v rámci systémů hospodaření na půdě pěstovány s rozdílnými pěstitelskými cíli určujícími především termín založení porostů a dobu jejich setrvání na pozemku. 
Význam ozimých meziplodin spočívá jednoznačně v produkci píce na jaře a v časném létě. Podzimní výsevy těchto druhů v souvislosti s jejich biologií je činí využitelnými ve všech výrobních oblastech.

## Mimoprodukční význam

### Obohacování půdy a retence živin
Ozimé meziplodiny mají schopnost přijímat a uchovávat živiny v půdě. Jejich kořenový systém pomáhá zamezit odtoku živin do vodních toků, což přispívá k celkovému zlepšení kvality půdy.

### Prevence eroze
Jednou z hlavních výhod ozimých meziplodin je prevence eroze. Jejich porosty chrání půdu před větrem a deštěm, což snižuje riziko eroze a ztráty půdní vrstvy.

### Zlepšení struktury půdy
Kořeny ozimých meziplodin půdu důkladně procházejí půdou, což zlepšuje její strukturu a propustnost. To má pozitivní vliv na retenci vody, snižuje riziko povrchového odtoku a zlepšuje mikrobiální aktivitu v půdě.

### Udržení kvality půdy
Přítomnost ozimých meziplodin v osevním postupu může napomoci udržení kvality půdy na dlouhodobé bázi. To má dlouhodobý vliv na udržitelnost celého zemědělského systému.

## Druhy ozimých meziplodin
Nejpoužívanější ozimé obiloviny jsou například žito, ozimá pšenice nebo tritikále. Specifickou roli hrají brukvovité pícniny: řepice ozimá, krmná kapusta a vodnice. Dále se jedná o jílek mnohokvětý a zástupce jetelovin či luskovin. Jako efektivní pro krmné využití při dobrém výnosu biomasy se také jeví uplatnění ozimé formy hrachu rolního.